# La Lechera (Perú)
La Lechera es una localidad peruana ubicada en el distrito de Ayabaca, perteneciente a la provincia homónima del departamento de Piura, al norte del Perú. 

## Ubicación
La Lechera se ubica al norte de la provincia de Ayabaca, en el distrito de Ayabaca, en el departamento de Piura.

## Demografía
En 2017 La Lechera tenía una población de 5 habitantes.